# Autoroute M5 (Syrie)
L'Autoroute M5 est l'autoroute la plus importante de Syrie en raison de sa longueur et de sa fonction d'épine dorsale sud-nord du réseau national. Elle est connue sous le nom de « route internationale ». Elle relie la frontière avec la Jordanie au sud à Damas, la capitale politique du pays, et continue plus au nord en passant par Alep, la capitale économique et la deuxième plus grande ville du pays, jusqu'à la frontière avec la Turquie au nord.
Les autres villes reliées par cette autoroute sont Daraa, Al Nabk, Homs et Hama. Sa longueur est de 450 km. Elle croise l'autoroute M4 près de Saraqib, qui est la principale autoroute reliant Alep au port de Lattaquié et longe la frontière avec la Turquie.

## Guerre civile syrienne
Depuis 2012, certaines parties de l'autoroute M5 sont sous le contrôle de divers groupes rebelles dans la guerre civile syrienne.
En octobre 2019, le nord de l’autoroute est devenu une zone de guerre, alors que les forces rebelles syriennes soutenues par la Turquie ont avancé dans la région de Rojava contrôlée par les Kurdes. Des civils ont été tués près de l'autoroute. Les médias turcs ont également rapporté que l'objectif de l'opération Source de paix de la Turquie était d'atteindre la jonction de l'autoroute M4 avec l'autoroute M5 dans l' occupation turque du nord de la Syrie .
Le 14 février 2020, l'armée syrienne a repris entièrement l'autoroute M5 pour la première fois depuis le début de la guerre avant que les factions de l'opposition et les forces turques ne reprennent Saraqib le 26 février et ne coupent à nouveau l'autoroute le 27 février,. Le 1er mars, Saraqib est de nouveau sous le contrôle de l'armée syrienne et a également repris le contrôle de l'ensemble de l'autoroute le 3 mars.
Le 8 mars 2020, l'autoroute M5 a été rouverte à la circulation civile.
Le 28 novembre 2024, l'autoroute M5 a été coupée lors de l'offensive du nord-ouest de la Syrie par des groupes d'opposition.